# Mélissa Agathe

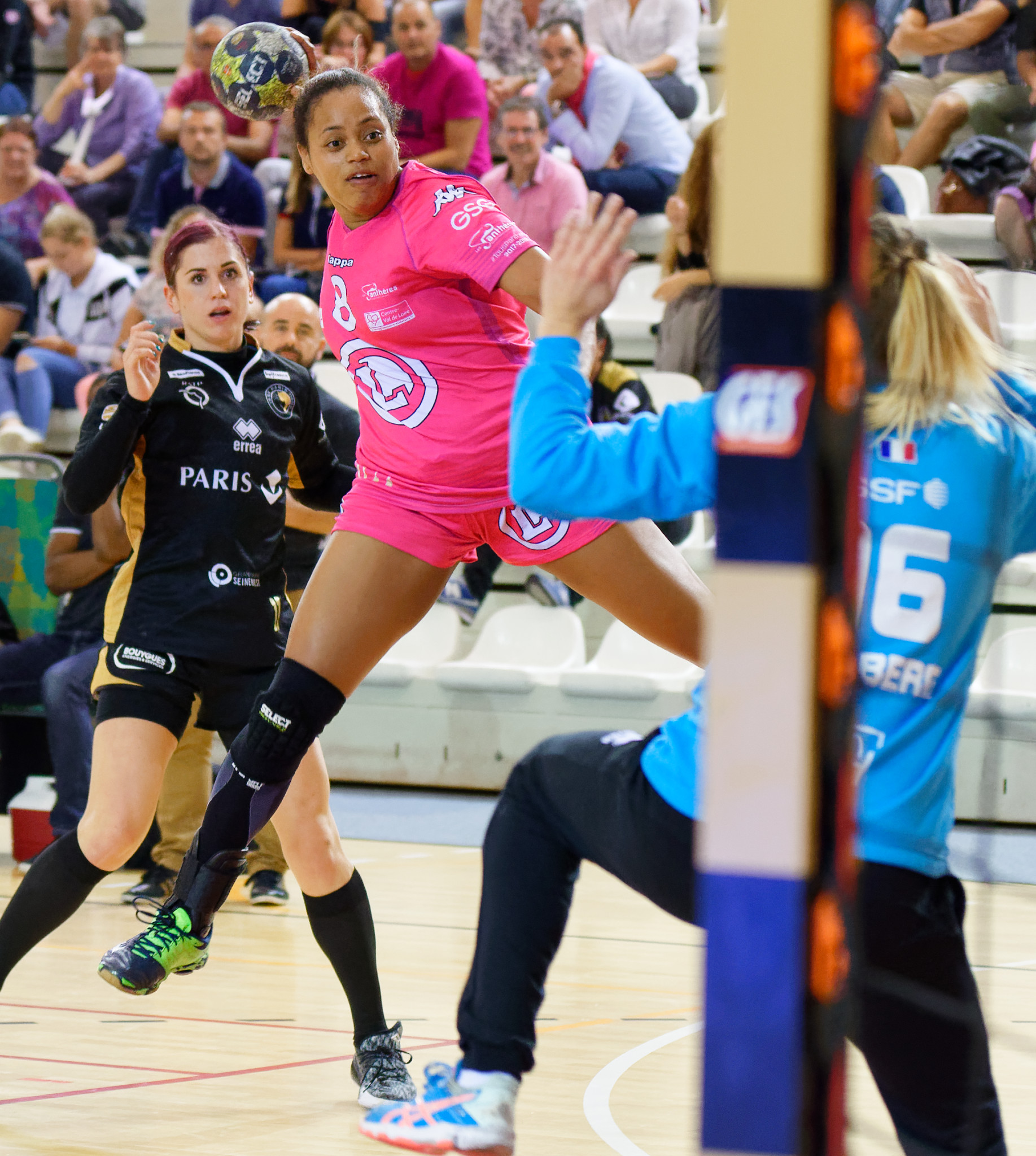
Agathe au tir avec Fleury en 2017

Mélissa Agathe est une joueuse de handball française née le 6 juin 1994 à Saint-Pierre à La Réunion, évoluant au poste d'arrière gauche au CJF Fleury Loiret Handball.

## Biographie
En 2011, Mélissa Agathe quitte La Réunion et le HBC Saint-Pierre à 17 ans pour rejoindre Fleury Loiret.
En 2018, elle rejoint l'OGC Nice. En 2021, elle retourne au CJF Fleury Loiret. 
Mais le club est placé en liquidation judiciaire en novembre 2022 et Agathe se retrouve alors sans contrat. Elle décide de revenir dans son île natale en signant pour la Tamponnaise Handball (Îles de la Réunion/D1) où elle passe deux saisons.
En 2018, elle accepte la proposition de représenter la république démocratique du Congo. Elle participe notamment au Championnat du monde 2019. En 2024, elle remporte une médaille d'argent aux Jeux africains puis termine cinquième du Championnat d'Afrique des nations, disputé à domicile.

## Palmarès

### En club
compétitions internationales
- finaliste de la coupe d'Europe des vainqueurs de coupe en 2015 (avec Fleury Loiret)

compétitions nationales
- championne de France en 2015 (avec Fleury Loiret)
- vainqueur de la coupe de France en 2014 (avec Fleury Loiret)
- vainqueur de la coupe de la Ligue en 2015 et 2016 (avec Fleury Loiret)
- vice-championne de France en 2019 (avec OGC Nice)

compétitions régionales
- championne de la Réunion en 2023 (avec la Tamponnaise Handball)

### En équipe nationale
- 20e place au Championnat du monde 2019
- Médaille d'argent aux Jeux africains 2024
- 5e place au Championnat d'Afrique des nations 2024